# 3902 Yoritomo
A 3902 Yoritomo (ideiglenes jelöléssel 1986 AL) egy kisbolygó a Naprendszerben. S. Inoda és Urata Takesi fedezte fel 1986. január 14-én.